# Леводропропізин
Леводропропізи́н (англ. Levodropropizine; лат. Levodropropizinum) — синтетичний лікарський препарат, що є лівообертаючим ізомером дропропізину, та застосовується як засіб проти кашлю, що застосовується перорально.

## Фармакологічні властивості
Леводропропізин — синтетичний препарат, що належить до групи протикашлевих препаратів. Механізм дії препарату відрізняється від інших протикашлевих препаратів, які є похідними опіоїдів, та діють на центральну нервову систему, і полягає у сповільненні передачі нервових імпульсів у периферичних нервових волокнах у дихальній системі, при чому пригнічується вивільнення сенсорних нейропептидів у дихальних шляхах. Леводропропізин не пригнічує дихальний центр у головному мозку, та не спричинює звикання. За даними клінічних досліджень леводропропізин ефективно пригнічує кашель як у дорослих, так і дітей, щоправда не проводились плацебо-контрольовані дослідження препарату.

### Фармакодинаміка
Леводропропізин добре всмоктується та розподіляється в організмі після перорального застосування, біодоступність препарату становить 75 %. Препарат погано (на 11—14 %) зв'язується з білками плазми крові. Метаболізується леводропропізин в печінці з утворенням малоактивних метаболітів. Виводиться препарат нирками, переважно в незміненому вигляді, частково у вигляді метаболітів. Період напіввиведення препарату складає 4—5 годин.

## Показання до застосування
Леводропропізин застосовується при гострих та хронічних захворюваннях дихальної системи, що супроводжуються сухим непродуктивним кашлем, зокрема при фарингіті, ларингіті, трахеїті, бронхіті, грипі, бронхіальній астмі, хронічному обструктивному захворюванні легень, а також при пухлинах легень.

## Побічна дія
При застосуванні леводропропізину можуть спостерігатися наступні побічні ефекти:
- Алергічні реакції — шкірний висип, свербіж шкіри.
- З боку травної системи — нудота, блювання, печія, біль у животі, диспепсія
- З боку нервової системи — швидка втомлюваність, сонливість, запаморочення, головний біль, втрата свідомості, парестезії.
- З боку серцево-судинної системи — тахікардія, кардіалгія.

## Протипокази
Леводропропізин протипоказаний при підвищеній чутливості до препарату, надмірному виділенні мокротиння, при зниженні мукоциліарної функції (синдром Картагенера, циліарна дискінезія), при важких порушеннях функції печінки та нирок.

## Форми випуску
Леводропропізин випускається у вигляді сиропу по 120 мл із вмістом діючої речовини 30 мг у 5 мл сиропу.